# Saint-Martin-d'Estréaux
Saint-Martin-d'Estréaux là một xã trong tỉnh Loire miền trung nước Pháp.